# 鷹乃家富士若

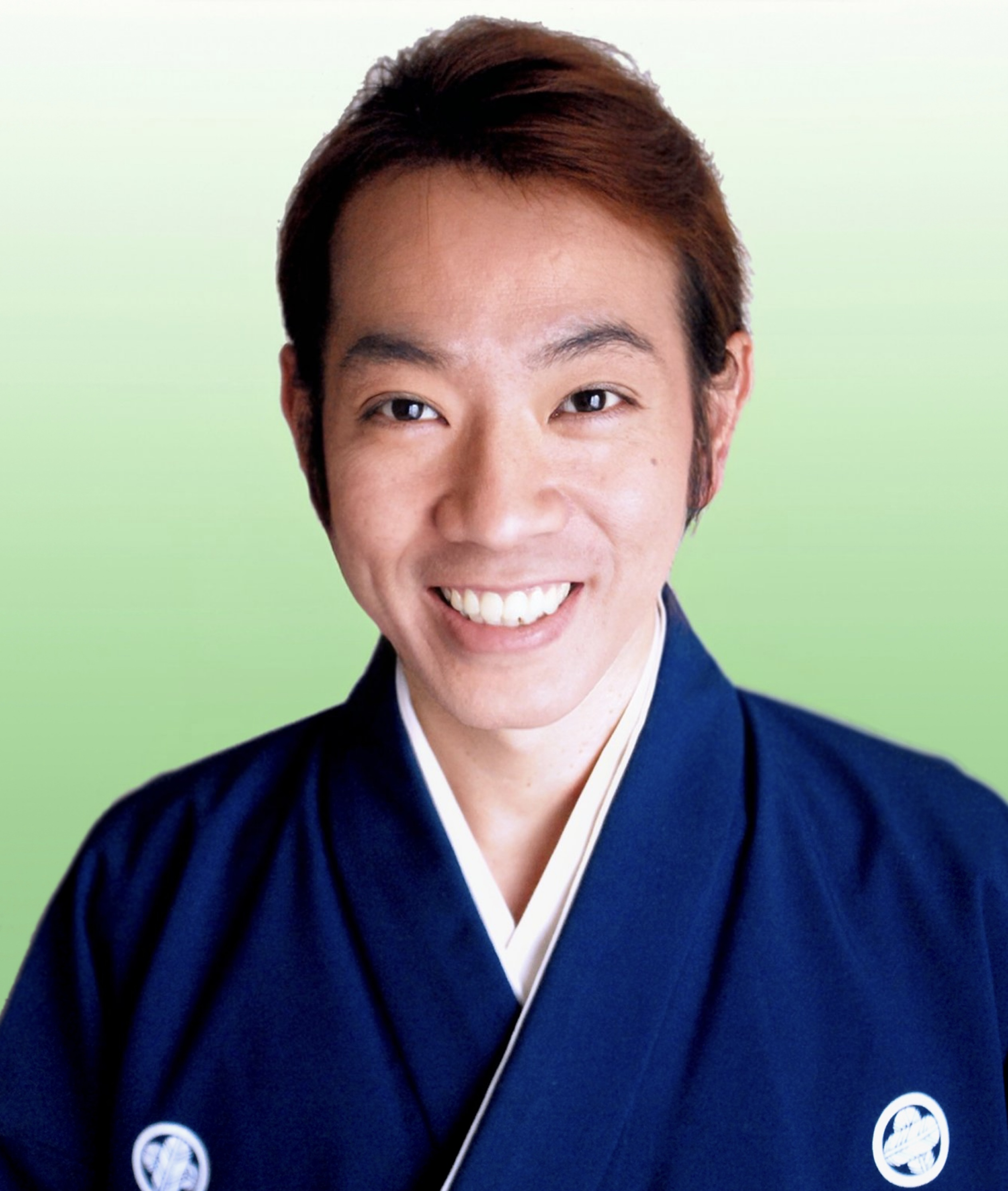
鷹乃家富士若

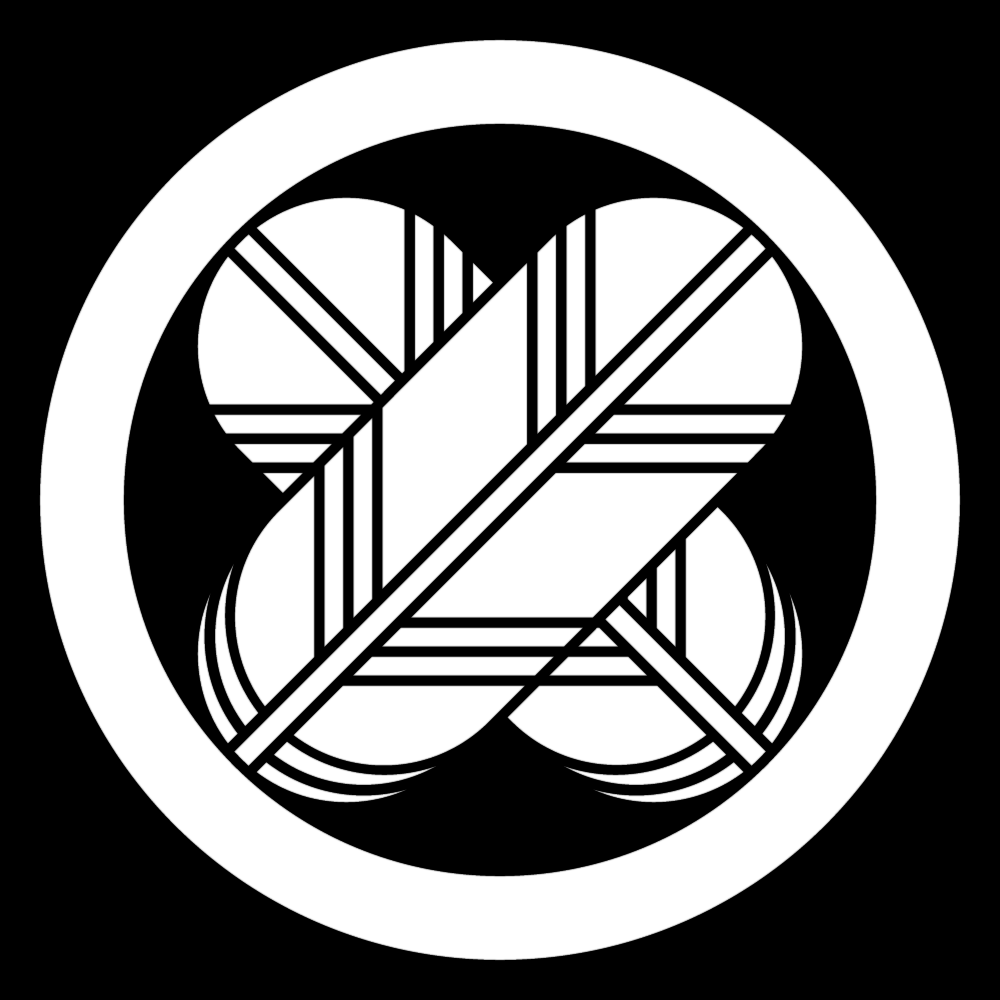
定紋　丸に違い鷹の羽

鷹乃家 富士若（たかのや ふじわか）は、日本の奇術師。北海道出身。亭号は、当代が初代「鷹乃家」。前名は鷹乃家 小太郎（たかのや こたろう)。一門設立前の芸名、小太郎の名跡は二代目である（初代小太郎はマメ山田師）。
俳名=秋玥（しゅうげつ）
筆名=盲亀検校（もうきけんぎょう）

## 概要
プロマジシャンとして東京にてデビュー後、10年間東京で活動した。その後北海道札幌市に活動拠点を移しステージ、テレビ、ラジオ等に出演。司会者としての顔も持ち、
西村浩二（元：日本司会芸能協会理事長、西村小楽天の長男）の薦めもあり歌謡ショーの司会も務める。日本初のラジオパーソナリティもつとめた異色のマジシャンである。おしゃべりマジックのマギー司郎との交流も深く、プライベートでも非常に仲良く親交をもっている。2013年で芸能生活35周年を迎えた。
鷹乃家富士若はおしゃべりマジック・御座敷手妻・和妻を得意とし、料亭・割烹・お座敷・落語会・寄席・寺院寄席で活動していた。
20２０　旧芸名、たかのやこたろう名義にてyoutubeチャネルを開設
鷹乃家一門の定紋「丸に違い鷹の羽」は、その昔、元日の節会や御即位の式等には、左右近衛の両陣に鷹の羽を掲げたといわれており、中国の故事においては、「武人は冠に鷹の羽を差す」ことが慣わしともされていた。鷹は俊敏な鳥で、その雄姿は数いる鳥の中でも比類なき誇りに満ち満ちた姿であった事に由来する。
出囃子はマンボイタリアーノ

## 人物
全国の福祉施設や矯正施設の慰問等も積極的に行っている、また様々なアウェアネス・リボン運動
- グリーンリボン（日本臓器移植ネットワーク）
- レッドリボン（HIVへの理解。支援）
- ピンクリボン（乳癌早期発見啓蒙）
- オレンジリボン（児童虐待防止運動）
- パープルリボン（女性への暴力の根絶を訴える啓発活動）
- 日本ユニセフ協会の活動にも参加している。

## 出演

### テレビ
テレビ北海道（TVh）
- 桂枝光のつぶよりモーニング

北海道テレビ放送（HTB）
- ひるパラくらぶ・思うツボ - レギュラー

北海道放送（HBC）
- お米祭り放送「ライスマジック」 - 北海道の広報番組

北海道文化放送（UHB）
- のりゆきのトークDE北海道 - ためしてkankanマジック指導
- どんなもんだい!GoGo北海道 - レギュラー

ジェイコム札幌（J：COMチャンネル）
- 開局5周年特番ドキドキワクワク生放送!KOTAROHマジックショー

### ラジオ
FMアップル
- 小太郎の偉人電信 - パーソナリティ（1998年4月 - 1999年3月）
- 久楽・小太郎の爺放談 - パーソナリティ（1999年4月 - 1999年10月）
- 長谷川宏和ショー

### 舞台公演
- 桂枝光の小さな落語会
- さっぽろ市民寄席「平成開進亭」主任
- 札幌興正寺寄席　席亭
- KOTAROH勉強会（年4回）
- 千葉刑務所慰問
- 月形刑務所慰問
- 日本赤十字芸能奉仕団公演
- バーディー・コヤマリサイタル「SHOW TIME」総合プロデューサー
- 「プリンスサマーディナーショー」（1998年）総合司会
- 「イッツマジック」（1999年、プリンスホテル）総合司会
- 「マジックナイト」（2000年、プリンスホテル）総合司会
- 「ワールドマジックフェスティバルin札幌」（2001年）舞台総指揮監督
- 「ワールドマジックフェスティバルin札幌・帯広・北見」（2002年）舞台総指揮監督
- 「ワールドマジックフェスティバルin札幌・帯広・北見」（2003年）舞台総指揮監督
- 「ワールドマジックフェスティバルin札幌・帯広・北見」（2004年）舞台総指揮監督
- 「ワールドマジックフェスティバルin北見・飯田」（2005年）舞台総指揮監督
- 「ワールドマジックフェスティバルin北見・網走」（2010年）
- 桂枝光・奥山コーシン・小太郎「3人よれば文殊の会」
- 桂竹丸のいいんでない会
- 社団法人日本奇術協会定例公演 「MOMマジックオブマジック マニピュレーションナイト」
- 札幌興正寺寄席（2009年）主催

2010年
- 江別市「笑の会」
- 「林家一門会」
- 「花盛り顔見世興行」
- 「ワールドマジックフェスティバルin北見・網走」舞台総指揮監督

2011年
- 「新春初笑顔見世興行」
- 「2011年新春寄席」

2012年
- 「新春初笑顔見世興行」
- 「2012年新春寄席」
- 「瀧川鯉橋襲名披露興行」
- 「お寺寄席」
- 「2012仏教会花まつりマジックショー」
- 「2012年報恩講イベント」（各地）

2013年
- 「新春顔見世興行」
- 「公益社団法人　全国司厨師会式典」
- 「北海道マジックコンベンション」舞台総指揮監督
- 「2013仏教会花まつりマジックショー」
- 「2013年報恩講イベント」（各地）

2014年
- 「鷹乃家富士若」と改名
- 「2014仏教会潅仏会（花まつり）マジックショー」
- 「芸能生活三十五周年LIVE」（2014年～2015年）を企画するも眼病の為断念

2015年
・難治性の眼病と闘病するも著しい視力低下(矯正不可の診断)により一旦廃業も考えたが、現在復帰に向けリハビリ中
2020年
旧芸名鷹乃家小太郎をたかのやこたろうと改めYouTubeにて活動を開始
2025年
YouTubeチャンネル名を富士若の我楽多チャンネルに変更

## 執筆・講演
- 月刊「グラフほっかいどう」2年間コラム執筆
- 月刊「北海ぽすと」コラム執筆
- 札幌市教育文化財団「13丁目笑学校」講師　第1期～第3期